# Herrère
Herrère é uma comuna francesa na região administrativa da Nova Aquitânia, no departamento dos Pirenéus Atlânticos. Estende-se por uma área de 8,9 km². Em 2010 a comuna tinha 390 habitantes (densidade: 43,8 hab./km²).